# Веліченко Олександр Борисович
Веліченко Олександр Борисович — (*21 жовтня 1960 р. м. Кривий Ріг Дніпропетровської області, Україна) — український науковець, доктор хімічних наук (2003 р.), професор (2004 р.), член-кореспондент НАН України (2021 р.), заслужений діяч науки і техніки України (2020 р.), лауреат премії  Президії НАН України ім. Л.В. Писаржевського (2024 р.), лауреат Державної премії України в галузі науки і техніки (2018 р.), завідувач кафедри фізичної хімії ДВНЗ «Українського державного хіміко-технологічного університету» (з 2013 р. і дотепер), головний науковий співробітник.

### Життєпис
1983 р. — закінчив з відзнакою хімічний факультет Дніпропетровського державного університету (нині Дніпровський національний університет імені Олеся Гончара),
1988 р. — закінчив аспірантуру  та отримав науковий ступінь кандидата хімічних наук.
1999 р. — закінчив докторантуру при кафедрі фізичної хімії Українського державного хіміко-технологічного університету.
2003 р. — отримав науковий ступінь доктора хімічних наук за спеціальністю 02.00.05 — електрохімія (тема дисертації «Микромодифицированные диоксидно-свинцовые электроды»).
1983—1985 рр. — дослідник лабораторії електроосадження металів Дніпропетровського хіміко-технологічного інституту (зараз ДВНЗ «Український державний хіміко-технологічний університет», скорочено ДВНЗ УДХТУ), 1989—1990 рр. працював асистентом, 1991—2002 рр. — доцентом кафедри фізичної хімії ДВНЗ УДХТУ.
1992—1997 рр. — обраний учений секретар Відділення хімічних технологій Академії інженерних наук України.
За запрошенням провідних університетів Західної Європи та Сполучених Штатів Америки частину досліджень виконував за кордоном. Працював професором університетів:
- Університет Барселони, Барселона, Іспанія (University of Barcelona, Barcelona, Spain) — 1997—1998 рр.
- Феррарський університет, Феррара, Італія — червень — вересень 1999 р., червень — серпень 2000 р., жовтень 2007 р., листопад 2009 р.;
- Університет штату Вашингтон, Сієтл, США — 2001 р.;
- Університет імені П'єра і Марії Кюрі (Париж-6), Париж, Франція — лютий 2004 р., листопад 2006 р.

За запрошенням Університету імені Симона Болівара (Каракас, Венесуела) провів три фахових семінари з електрохімії для викладачів та дослідників хімічного факультету (жовтень 1998 р.).
2003—2012 рр. працював професором кафедри фізичної хімії. 
З 2013 р. і дотепер — завідувач кафедри фізичної хімії ДВНЗ «Український державний хіміко-технологічний університет». Викладає навчальні дисципліни кафедри: «Фізична хімія», «Фізична хімія в екології», «Фізична і колоїдна хімія», «Поверхневі явища і дисперсні системи (Колоїдна хімія)» та курс для аспірантів «Планування і організація виконання НДР».
22.01.2016 — 20.06.2019 рр. — голова секції «Хімія» Наукової ради МОН, з 20.06.2019 р. і дотепер — заступник голови цієї секції.
З 2003 р. і дотепер — член спеціалізованої вченої ради Д 08.078.01 за спеціальністю 02.00.05 — електрохімія з правом прийняття до розгляду та проведення захисту дисертацій на здобуття наукового ступеня доктора (кандидата) хімічних наук за цією спеціальністю.

Член Американського електрохімічного товариства (The Electrochemical Society), Міжнародного електрохімічного товариства (International Society of Electrochemistry), Міжнародного консультативного комітету по свинцевим акумуляторам (LABAT, Болгарія), Ради з проблеми електрохімія Національної академії наук України, заступник голови експертної ради з питань проведення експертизи дисертаційних робіт МОН України з хімічних наук, заступник голови експертної групи з наукового напряму «Математичні науки та природничі науки» з атестації закладів вищої освіти в частині провадження ними наукової (науково-технічної) діяльності.
Керівник держбюджетних та госпдоговірних науково-дослідних робіт. Під його керівництвом на кафедрі проводиться  розробка наукових основ направленого синтезу нових каталітично-активних і корозійностійких оксидних композиційних матеріалів та продовжуються дослідження електрокаталітичних явищ при високих анодних потенціалах за участю оксигенвмісних радикалів.
2014—2020 рр. — керівник міжнародних наукових проектів.
2018—2020 рр. — науковий керівник держбюджетної науково-дослідної роботи МОН України «Керований електрохімічний синтез композиційних матеріалів металоксид — поверхнево-активна речовина».
2021—2022 рр. — науковий керівник держбюджетної НДР МОН України «Каталітичне руйнування залишків фармацевтичних препаратів у проточних системах» та НДР, що фінансується Національним фондом досліджень України «Умовно безреагентні системи обробки лікарняних стоків».
03.2023—12.2025 рр. науковий керівник державної НДР  «Теоретичні та експериментальні основи електрохімічного створення новітніх каталізаторів на основі субоксидів титану», що фінансується МОН України.

## Наукова діяльність
Загальні наукові інтереси: теоретична і технічна електрохімія, хімічне матеріалознавство, фізична і колоїдна хімія.
Основні напрямки наукових досліджень: керований електрохімічний синтез  наноструктурованих метал-оксидних матеріалів з прогнозованими властивостями; електрохімія оксидних і металоксидних матеріалів; електрокаталіз при високих анодних потенціалах; електросинтез сильних окисників (озон, натрій гіпохлорит та інші); розробка електрохімічних пристроїв для застосування у ветеринарії, медицині та екології, проточні електрохімічні накопичувачі енергії.
Наукові публікації: автор та співавтор понад 320 наукових публікацій, в тому числі у провідних міжнародних журналах з високим імпакт-фактором, 10 патентів і 17 монографій (13 з яких видані англійською мовою закордонними видавництвами).
Розроблені нові анодні матеріали із заданими каталітичною активністю та селективністю для використання у гальванотехніці та процесах електрохімічного руйнування забруднювачів навколишнього середовища;  технології і обладнання для виробництва нових ветеринарних препаратів на основі високочистих і стабільних розчинів натрій гіпохлориту. Хіміко-технологічна частина роботи по розробці нових ветеринарних препаратів виконувалась під керівництвом проф. Веліченка О. Б., а ветеринарна — директора ДНДКІ ветеринарних препаратів та кормових добавок, академіка НААН України, заслуженого діяча науки і техніки, професора Коцюмбаса І. Я.
В рамках роботи розроблені ветеринарні препарати «Септокс» і «ВетОкс-1000». (Технічні умови ТУ У 24.4-33636972-001:2006 на виробництво ветеринарного препарату «Септокс», Пакет реєстраційних документів на державну реєстрацію та дозвіл на застосування на ветеринарний препарат «Септокс» (РП 2588-02-840-07); Технічні умови ТУ У 24.4-14332579-052:2009 на виробництво ветеринарного препарату «ВетОкс-1000», Пакет реєстраційних документів на державну реєстрацію та дозвіл на застосування на ветеринарний препарат «ВетОкс» (РП АВ-00250-01-09)). Препарат «ВетОкс-1000» виробляється спільним україно-німецьким підприємством «Бровафарма». 
Підготував вісім кандидатів і двох докторів наук, серед яких стипендіати Кабінету Міністрів України для молодих вчених (четверо), лауреати премії Президента України для молодих вчених 2014 р. (троє), лауреат премії Верховної Ради України молодим ученим за 2019 рік.
2018 р. — наукова робота (у співавторстві) «Хімічний дизайн наноструктурованих матеріалів» нагороджена Державною премією України в галузі науки і техніки.
Член редакційних колегій наукових журналів: «Chemistry of Metals and Allows» («Хімія металів і сплавів»), «Voprosy Khimii i Khimicheskoi Tekhnologii» («Питання хімії та хімічної технології»), «Journal of Chemistry and Technologies» («Журнал хімії та технологій»).
Рецензент статей у закордонних журналах з високим імпакт-фактором: Journal of Solid State Electrochemistry, ECS Journal of Solid State Science and Technology, Journal of Chemical Technology & Biotechnology, Electrocatalysis, Journal of Applied Electrochemistry, Journal of the Electrochemical Society, Water Environment Research та інших.
2021 р. — обраний членом-кореспондентом Національної академії наук України по Відділенню хімії НАН України.
2022 р. — експерт з експертизи проєктів наукових досліджень і науково-технічних (експериментальних) розробок, що подаються для участі у конкурсах, які проводитиме МОН України, та звітів про їх виконання за тематичним напрямом «16. Хімія». (Наказ МОНУ № 1111 від 12.12.2022 р.).

## Вибрані публікації

### Найбільш цитовані публікації
1. Oxygen and ozone evolution at fluoride modified lead dioxide electrodes [Text] / R. Amadelli, L. Armelao, A.B. Velichenko, N.V. Nikolenko, D.V. Girenko, S.V. Kovalyov, F.I. Danilov // Electrochimica Acta, 1999, 45 (4-5), 713—720.
2. Electrodeposition of Co-doped lead dioxide and its physicochemical properties [Text] / A.B. Velichenko, R. Amadelli, E.A. Baranova, D.V. Girenko, F.I. Danilov // Journal of Electroanalytical Chemistry, 2002, 527 (1-2), 56-64.
3. Electrosynthesis and physicochemical properties of PbO2 films [Text]/A.B. Velichenko, R. Amadelli, A. Benedetti, D.V. Girenko, S.V. Kovalyov, F.I. Danilov // Journal of the Electrochemical Society, 2002, 149 (9), 445—449.
4. Electrosynthesis and physicochemical properties of Fe-doped lead dioxide electrocatalysts [Text] / A.B. Velichenko, R. Amadelli, G.L. Zucchini, D.V. Girenko, F.I. Danilov // Electrochimica Acta, 2000, 45 (25-26), 4341-4350.
5. Electrodeposition of fluorine-doped lead dioxide [Text]/A.B. Velichenko, D. Devilliers // Journal of fluorine chemistry, 2007, 128 (4), 269—276.
6. Electrochemical oxidation of trans-3, 4-dihydroxycinnamic acid at PbO2 electrodes: direct electrolysis and ozone mediated reactions compared [Text]/R. Amadelli, A. De Battisti, D.V. Girenko, S.V. Kovalyov, A.B. Velichenko // Electrochimica Acta, 2000, 46 (2-3), 341—347.
7. Influence of the electrode history and effects of the electrolyte composition and temperature on O2 evolution at β-PbO2 anodes in acid media [Text]/R. Amadelli, A. Maldotti, A. Molinari, F.I. Danilov, A.B. Velichenko // Journal of Electroanalytical Chemistry, 2002, 534 (1), 1-12.
8. Lead dioxide electrodeposition and its application: influence of fluoride and iron ions [Text]/A.B. Velichenko, D.V. Girenko, S.V. Kovalyov, A.N. Gnatenko, R. Amadelli, … // Journal of Electroanalytical Chemistry, 1998, 454 (1-2), 203—208.
9. Mechanism of lead dioxide electrodeposition [Text]/A.B. Velichenko, D.V. Girenko, F.I. Danilov // Journal of Electroanalytical Chemistry, 1996, 6405 (1-2), 127—132.
10. Electrodeposition of lead dioxide from methanesulfonate solutions [Text]/A.B. Velichenko, R. Amadelli, E.V. Gruzdeva, T.V. Luk'yanenko, F.I. Danilov // Journal of Power Sources, 2009, 191 (1), 103—110.
11. Bi-doped PbO2 anodes: Electrodeposition and physico-chemical properties [Text]/O. Shmychkova, T. Luk'yanenko, A. Velichenko, L. Meda, R. Amadelli // Electrochimica Acta, 2013, 111, 332—338.
12. Electro-oxidation of some phenolic compounds by electrogenerated O3 and by direct electrolysis at PbO2 anodes [Text]/R. Amadelli, L. Samiolo, A. De Battisti, A.B. Velichenko // Journal of The Electrochemical Society, 2011, 158 (7), 87-92.
13. Composite PbO2–TiO2 materials deposited from colloidal electrolyte: Electrosynthesis, and physicochemical properties [Text]/R. Amadelli, L. Samiolo, A.B. Velichenko, V.A. Knysh, T.V. Luk'yanenko, … // Electrochimica Acta, 2009, 54 (22), 5239-5245.
14. Electrooxidation of some phenolic compounds at Bi-doped PbO2 [Text]/O. Shmychkova, T. Luk'yanenko, A. Yakubenko, R. Amadelli, A. Velichenko // Applied Catalysis B: Environmental, 2015, 162, 346—351.
15. Lead dioxide-SDS composites: Design and properties [Text] / Velichenko, A., Luk'yanenko, T., Shmychkova, O.//Journal of Electroanalytical Chemistry.– 2020, V.873, 114412. (Elsevier B.V., 15.09.2020).
16. PbO2-surfactant composites: electrosynthesis and catalytic activity [Text] / Luk'yanenko, T., Shmychkova, O., Velichenko, A. // Journal of Solid State Electrochemistry, 2020, 24(4), Р. 1045—1056. (Springer.Link.Published:13 April 2020).
17. Electrosynthesis and catalytic activity of PbO2-fluorinated surfactant composites [Text] / Velichenko, A., Luk'yanenko, T., Shmychkova, O., Dmitrikova, L.// Journal of Chemical Technology and Biotechnology, 2020. 95(12), Р. 3085–3092.

### Монографії
1. Очистка стічних вод від фармацевтичних препаратів [Text]: монографія в авторській редакції / О. Б. Веліченко, О. Б. Шмичкова, Т. В. Лук'яненко, В. С. Проценко. – Дніпро: Ліра, 2021. – 102 с. (ISBN 978-966-981-520-0).
2. Електрохімічний синтез високочистих розчинів натрію гіпохлориту [Text]: монографія в авторській редакції /Д. Гиренко, Т. Лук'яненко, О. Шмичкова, О. Веліченко. – Дніпро: Ліра, 2021. – 118 с. (ISBN 978-966-981-520-0).
3. Lead dioxide-surfactant composites: an overview [Text]: monograph / A. Velichenko, T. Luk'yanenko, O. Shmychkova. — Riga: Shcolars’ Press, 2020. — 145 p. (ISBN 978-613-8-93340-3).
4. Low concentrated green NaOCl: synthesis, properties, application [Text]: monograph / A. Velichenko, D. Girenko, O. Shmychkova. — Riga: Shcolars’ Press, 2020. — 177 p. (ISBN 978-613-8-93920-7).
5. Voltametric behavior of Ti/Pt in low concentrated NaCl solutions [Text]: monograph / A. Velichenko, D. Girenko, P. Demchenko. — Riga: Shcolars’ Press, 2020. — 85 p. (ISBN 978-613-8-93531-5).
6. Composition and stability of sodium hypochlorite solutions for medical application [Text] / O. Shmychkova, T. Luk'yanenko, А. Velichenko // Scientists of Europe: monograph / Editor Koenig Lukas. — Viena (Austria): Premier Publishing.–2019. – Chapter.– Р. 965—973. (ISBN 978-3-903197-916).
7. Електроосадження композиційних матеріалів на основі PbO2 [Текст] / Лук'яненко Т. В., Шмичкова О. Б., Веліченко О. Б. // Монографія в авторській редакції. — Дніпро: ЛІРА, 2019. — 331 с. (ISBN 978-966-981-225-4).
8. Dimensionally Stable Lead Dioxide Anodes Electrodeposited from Methanesulfonate Electrolytes: Physicochemical Properties and Electrocatalytic Reactivity in Oxygen Transfer Reactions [Text] / O. Shmychkova, T. Luk'yanenko, A. Velichenko // Advanced Coating Materials: Monograph /Editor Liang Li, Qing Yang. — Wiley: Scrivener Publisheng, 2018. — Part 4. — P. 85-122. (ISBN 978-1-119-40763-8).
9. Electrodeposition of lead(IV) oxide from nitrate solutions [Text]: monograph / А. Velichenko, O. Shmychkova, T. Luk'yanenko — Saarbrücken (Germany): LAP LAMBERT Academic Publishing, 2017. — 152 р. (ISBN 978-3-330-05681-7).
10. Electrocatalytic processes on lead dioxide [Text]: monograph / A. Velichenko (ed.), O. Shmychkova, T. Luk'yanenko. — Saarbrücken (Germany): LAP LAMBERT Academic Publishing, 2017. — 145 р. (ISBN 978-620-2-00757-3).
11. Composites based on lead dioxide deposited from suspension electrolyte [Text]: monograph / A. Velichenko (Ed.), O. Shmychkova, T. Luk'yanenko — Saarbrücken (Germany): LAP LAMBERT Academic Publishing, 2017. — 125 р. (ISBN 978-620-2-02728-1).
12. The influence of various dopants on initial stages of lead dioxide electrocrystallization from nitrate and methanesulfonate electrolytes [Text]: monograph/ T. Luk'yanenko, A. Velichenko, O. Shmychkova // Lead-Acid Batteries LABAT'2017, Albena: LabatScience., 2017. — P. 257—290.

## Нагороди
- Звання «Заслужений діяч науки і техніки України» (указ Президента України № 416/2020 від 30.09.2020 р.)[17];
- лауреат Державної премії України в галузі науки і техніки 2018 року за співавторство у роботі «Хімічний дизайн наноструктурованих матеріалів» (указ № 110/2019 від 08.04.2019 року)[18];
- почесна грамота Верховної Ради України (розпорядження голови Верховної Ради України № 412 від 17.05.2011 р.);
- диплом Жовтневої (нині Соборної) райради м. Дніпропетровська (нині м. Дніпра) за перемогу в конкурсі «Жива історія району» в номінації «Краща наукова робота» (з нагоди 75 річниці утворення Жовтневого району, 2011 р.);
- почесна грамота Міністерства освіти і науки України (наказ № 160-к від 13.05.2010 р.).